# Cop Car (film)
Cop Car è un film statunitense del 2015 diretto da Jon Watts.

## Trama
Due bambini di dieci anni scoprono una volante della polizia abbandonata in un campo. Per divertirsi decidono di prenderla in prestito, con il proprietario, lo sceriffo di una piccola cittadina, che si mette subito sulle loro tracce per riprendere il possesso dell'auto e di ciò che nasconde nel bagagliaio, ritrovandosi al centro di un pericoloso gioco del gatto col topo.

## Distribuzione
Il film è stato presentato in anteprima al Sundance Film Festival il 24 gennaio 2015. Il film è stato distribuito nelle sale il 7 agosto 2015 da Focus Features, che ha acquisito i diritti di distribuzione del film il 28 gennaio 2015.

## Accoglienza

### Incassi
Cop Car ha incassato 134552 $ negli Stati Uniti e 9106 $ nel resto del mondo, per un incasso complessivo di 143658 $, a fronte di un budget di produzione di 5 milioni di dollari.

### Critica
Il film è stato accolto in maniera positiva dalla critica. L'aggregatore di recensioni Rotten Tomatoes ha un indice di gradimento del 82% basato su 90 recensioni, con un voto medio di 7,1 su 10; il consenso critico del sito recita: “Cop Car vanta una premessa formidabile e un atto di apertura cupamente avvincente -- e per alcuni spettatori, questo sarà sufficiente per compensare l'epilogo irregolare del film.“ Metacritic, invece, ha dato al film un punteggio pari a 66 su 100, basato su 21 recensioni.

## Riconoscimenti
- 2016 - Saturn Award
  - Candidatura per Miglior film indipendente
  - Candidatura per Miglior attore emergente a James Freedson-Jackson
- 2015 - National Board of Review of Motion Pictures
  - Migliori dieci film indipendenti